# Red Hot Chili Peppers 1984 Tour
The Red Hot Chili Peppers Tour  foi a segunda turnê da banda Red Hot Chili Peppers, para apoiar o seu álbum de estréia, The Red Hot Chili Peppers. Os originais membros, Hillel Slovak e Jack Irons decidiram deixar a banda antes deles gravaram seu álbum de estréia, deixou a banda antes de gravar o álbum em turnê e gravar com sua própria banda, What Is This?. Eles foram substituídos por Jack Sherman e Cliff Martinez respectivamente. Esta tour também marcou a primeira turnê da banda pelos Estados Unidos. Eles excursionaram em 1984 pelo país sendo que a sua turnê anterior foi feita somente na Califórnia. Durante a tour, Anthony Kiedis teve problemas com Sherman, que saiu da banda dando lugar ao fundador Slovak. 

## Canções tocadas
Originais
- Baby Appeal
- Battleship
- Blackeyed Blonde
- Buckle Down
- Get Up And Jump
- Green Heaven
- Mommy, Where's Daddy?
- Nevermind (Intro only)
- Out In L.A.
- Police Helicopter
- Sex Rap
- True Men Don't Kill Coyotes
- Yertle The Turle (jam menos letras completas)
- You Always Sing The Same
- What It Is

| Covers - Fire (Jimi Hendrix) - Nervous Breakdown (Black Flag) - Owner Of A Lonely Heart (Yes) - Rapper's Delight (The Sugarhill Gang) - Why Don't You Love Me? (Hank Williams) |

- What It Is has não foi realizado novamente desde essa turnê

- Battleship, Blackeyed Blonde e Yertle The Turtle todos fizeram a sua estreia ao vivo nesta turnê e mais tarde seria gravado para o segundo álbum da banda, Freaky Styley.

## Pessoal
- Anthony Kiedis – vocalista principal, guitarra rítmica
- Flea – baixo, backing vocals
- Jack Sherman – guitarra, backing vocals
- Cliff Martinez – bateria